# Vladimir Kagan
Vladimir Kagan (* 29. August 1927 in Worms; † 7. April 2016 in Palm Beach, Florida) war ein in New York City lebender Designer von Möbeln.

## Leben
Die Eltern von Vladimir Kagan waren Illi Kagan und Hilde Wallach. Sein Vater war als russischer Soldat im Ersten Weltkrieg in deutsche Gefangenschaft geraten und bis 1918 in einem Lager in Pfiffligheim interniert. In Worms lernte Illi Kagan die Münchnerin Hilde Wallach kennen und heiratete sie 1926. Sie betrieben ein Ladengeschäft am Wormser Obermarkt. Zusammen mit ihren beiden Kindern Tanya und Vladimir flüchteten sie 1938 in die Vereinigten Staaten.
In seiner Jugend beschäftigte Vladimir Kagan sich hauptsächlich mit Malerei und Bildhauerei. Er begann ein Studium der Architektur an der New Yorker Columbia University, schloss sich 1944 aber der Firma seines Vaters Illi Kagan an, der eine Tischlerei besaß. So lernte er den Bau von Möbelstücken.
1947 eröffnete er einen ersten Laden an der 65. Straße in New York. 1950 begründete er zusammen mit Hugo Dreyfuss das Unternehmen Kagan – Dreyfuss mit Sitz in der 57. Straße in New York. Nach dem Ausscheiden von Dreyfuss wechselte er mit seinem Showroom an die East End Avenue. 1970 verlagerte er die Produktion seiner Möbel nach Long Island City und verlegte seinen Showroom an die angesagte 59th Street in Manhattan. 1988 ging Kagan in den Ruhestand. Gleichwohl übernahm er von 1990 bis 1992 die Präsidentschaft der American Society of Interior Designers (A.S.I.D.) in New York.
Vladimir Kagan war verheiratet mit Erica Wilson. Zusammen bekamen sie drei Kinder und pendelten zwischen ihren Wohnungen in New York und Nantucket. Im April 2016 starb Kagan im Alter von 88 Jahren in Florida an einem Herzinfarkt.

## Wirken

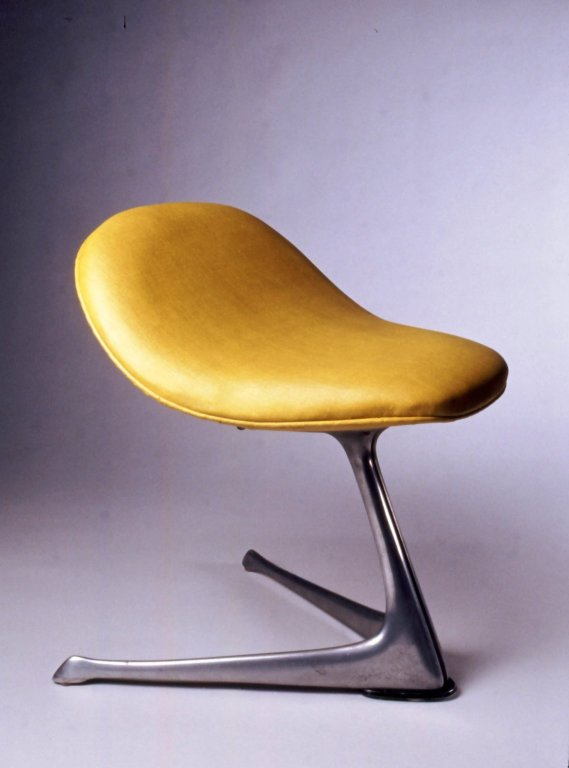
Vladimir Kagan: Hocker (ca. 1960)

Seine Möbelstücke werden in den renommiertesten Museen der Welt ausgestellt, in Deutschland unter anderem im Vitra Design Museum und in der Neuen Sammlung.
Zu den Privatsammlern seiner Entwürfe gehören Barbara Jacobson vom Museum of Modern Art, der Regisseur David Lynch, der Schauspieler Dan Aykroyd, Andy Warhol und Frank Sinatra. Auch einige bekannte Modedesigner wie Tom Ford, Donna Karan oder Giorgio Armani sammeln Stücke von Vladimir Kagan. 2004 erschien seine Autobiographie.
1947 und 1948 entwarf er die Cocktail Lounges für das erste UN-Hauptquartier in Lake Success. In Freiburg im Breisgau möblierte Kagan in 68 Metern Höhe in den obersten Stockwerken des Bahnhofshochhauses ein Restaurant und eine Club-Lounge, die nach ihm benannt wurden.
Er hielt Vorlesungen an der New Yorker Parsons School of Design zur Geschichte der Architektur und des Möbeldesigns sowie auch an der Yale University (2010) und Philadelphia University (2014). 2001 wurde er mit der Ehrendoktorwürde für Art and Design des Kendall College of Art and Design und 2009 mit einer Ehrendoktorwürde der New York School of Interior design geehrt.

## Designpreise (Auswahl)
- 2000 von der A.S.I.D. für sein Lebenswerk
- 2002 vom Brooklyn Museum für sein Lebenswerk
- 2004 nominiert für den National Design Award und den Environmental Design Award
- 2009 Interior Design Hall of Fame Award